# Yvré-le-Pôlin
Yvré-le-Pôlin é uma comuna francesa na região administrativa do País do Loire, no departamento de Sarthe. Estende-se por uma área de 21.84 km². Em 2010 a comuna tinha 1 798 habitantes (densidade: 82,3 hab./km²).